# کلاودیو چیریلو
کلاودیو چیریلو (ایتالیایی: Claudio Cirillo؛ زادهٔ ۳۱ اوت ۱۹۲۶) فیلم‌بردار اهل ایتالیا بود که بیشتر بابت همکاری‌اش با اتوره اسکولا شناخته می‌شود.
از فیلم‌هایی که وی در آن‌ها نقش داشته‌است، می‌توان به خوش به‌حال پولداران، جووانی فالکونه، بوی خوش زن، همه ما همدیگر را خیلی دوست داشتیم، دو پلیس زبل، تعطیلات در آمریکا، خدانگهدار عمو تام و کافه اکسپرس اشاره نمود.